# Джанет Ньюберрі
Джанет Ньюберрі (англ. Janet Newberry, нар. 6 серпня 1953) — колишня американська професійна тенісистка. 
Досягла півфіналу Відкритого чемпіонату Франції з тенісу в 1975 і 1977 роках, фіналу Вімблдонського турніру 1973 року в міксті.
Здобула два одиночні та два парні титули туру WTA.

## Фінали Туру WTA

### Одиночний розряд (2 титули, 2 поразки)
| Легенда           |   |
| Grand Slam        | 0 |
| WTA Championships | 0 |
| Tier I            | 0 |
| Tier II           | 0 |
| Tier III          | 0 |
| Tier IV & V       | 0 |

| Результат | Ранг | Дата            | Турнір                                         | Покриття  | Опонент         | Рахунок       |
| --------- | ---- | --------------- | ---------------------------------------------- | --------- | --------------- | ------------- |
| Поразка   | 1.   | 18 березня 1973 | Virginia Slims of Richmond, USA                | Ґрунт (i) | Маргарет Корт   | 2–6, 1–6      |
| Перемога  | 2.   | 18 травня 1975  | British Hard Court Championships 1975, England | Ґрунт     | Террі Голледей  | 7–9, 7–5, 6–3 |
| Перемога  | 3.   | 22 травня 1977  | Internazionali d'Italia 1977, Італія           | Ґрунт     | Рената Томанова | 6–3, 7–6(7–5) |
| Поразка   | 4.   | 30 жовтня 1977  | Borinquen Classic, Пуерто-Рико, USA            | Тверде    | Біллі Джин Кінг | 1–6, 3–6      |

### Парний розряд 3 (2-1)
| Легенда           |   |
| Grand Slam        | 0 |
| WTA Championships | 0 |
| Tier I            | 0 |
| Tier II           | 0 |
| Tier III          | 0 |
| Tier IV & V       | 0 |

| Титули за покриттям |   |
| Тверде              | 0 |
| Ґрунт               | 0 |
| Трава               | 1 |
| Килим               | 1 |

| Результат | Ранг | Дата           | Турнір                 | Покриття | Партнер             | Опоненти                        | Рахунок       |
| Поразка   | 1.   | 27 лютого 1977 | Детройт, Michigan, USA | Килим    | Джоанн Расселл      | Мартіна Навратілова Бетті Стеве | 6–4, 2–6, 4–6 |
| Перемога  | 2.   | Jun 16, 1978   | Чичестер, England      | Трава    | Пем Шрайвер         | Мішелл Тайлер Івонн Вермак      | 3–6, 6–3, 6–4 |
| Перемога  | 3.   | 21 січня 1979  | Х'юстон, Texas, USA    | Килим    | Мартіна Навратілова | Пем Шрайвер Бетті Стеве         | 4–6, 6–4, 6–2 |

### Мікст 1
| Легенда           |   |
| Grand Slam        | 0 |
| WTA Championships | 0 |
| Tier I            | 0 |
| Tier II           | 0 |
| Tier III          | 0 |
| Tier IV & V       | 0 |

| Титули за покриттям |   |
| Тверде              | 0 |
| Ґрунт               | 0 |
| Трава               | 0 |
| Килим               | 0 |

| Результат | Ранг | Дата         | Турнір                        | Покриття | Партнер       | Опоненти                      | Рахунок  |
| Поразка   | 1.   | 8 липня 1973 | Вімблдонський турнір, England | Трава    | Рауль Рамірес | Овен Девідсон Біллі Джин Кінг | 3–6, 2–6 |